# Edwin Atherstone

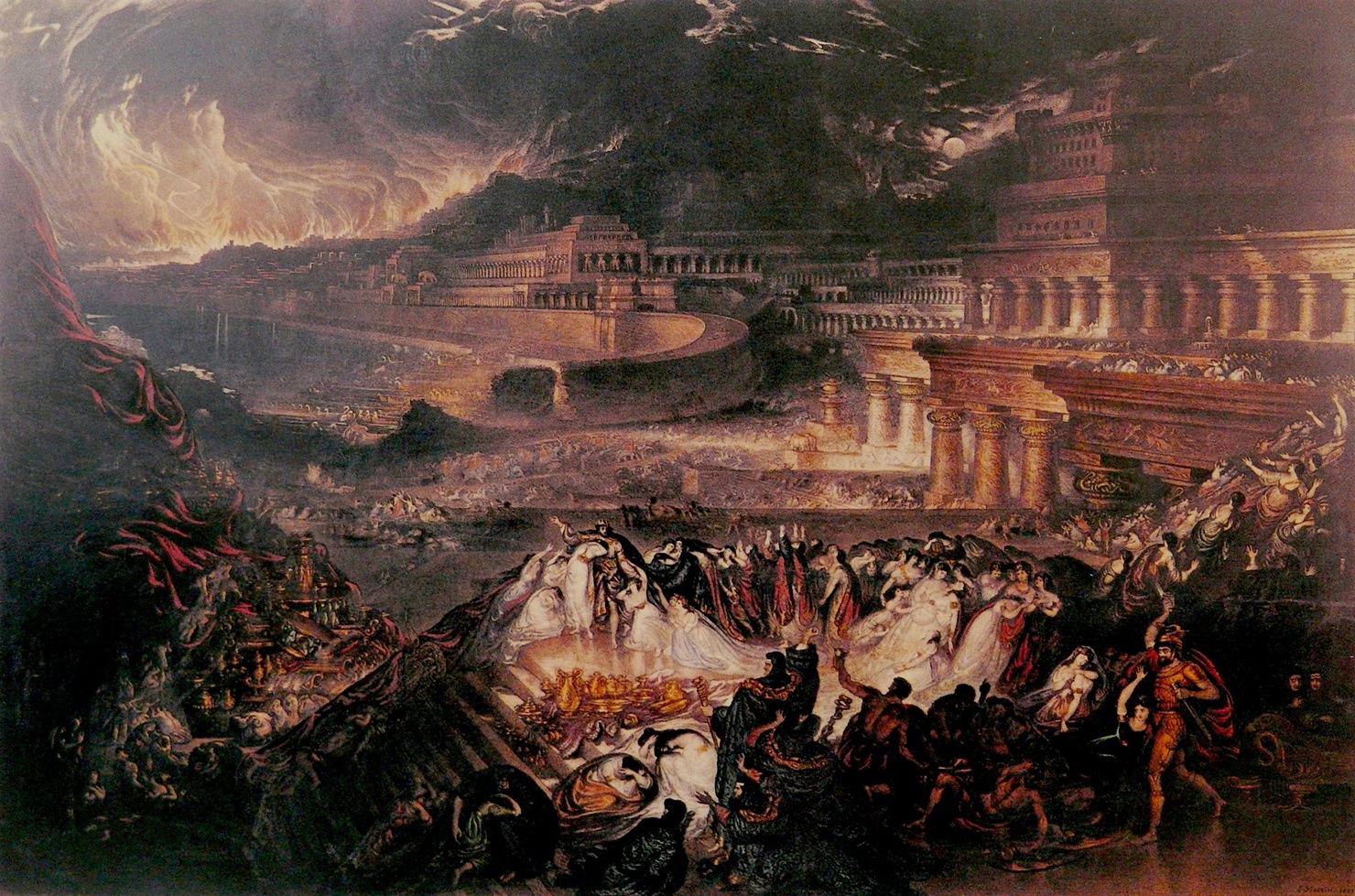
"The fall of Nineveh" von John Martin, 1829

Edwin Atherstone (* 1788 in Nottingham; † 1872) war englischer Dichter der Romantik.

## Leben
Atherstone wurde in Nottingham geboren und war eines der fünfzehn Kinder des Färbers Hugh Atherstone und seine Frau Ann Green. Edwin Atherstone lebte im Konkubinat mit Mary Wainwright Pearson und hatte vier Kinder, drei Töchter und einen Sohn. Sein bekanntestes Gedicht, The Fall of Nineveh (Der Untergang Ninevehs), besteht aus dreißig Bänden. Das Epos berichtet von dem Krieg zwischen Medern und Babyloniern, dem Tod des tyrannischen Königs Sardanapal und der Vernichtung von Ninive. Die Haupthelden sind Arbaces, Prinz von Medien, und Belesis, Priester von Babylon. Das zweite große Epos ist Israel in Egypt. Er schrieb auch zwei Romane: The sea-kings in England (Die Könige des Meeres in England) und The handwriting on the Wall (Die Handschrift an der Wand). Edwin Atherstone war ein Freund des Malers John Martin.

## Werke
- A midsummer day's dream, a poem, 1824
- The fall of Nineveh, A poem. The first six books, by Edwin Atherstone, Baldwin and Cradock, London 1828.
- The fall of Nineveh. A poem by Edwin Atherstone. Second edition: dilligently corrected and otherwise improved. In two volumes, Longmans, Green, Reader and Dyer, London 1868.
- Israel in Egypt. A poem by Edwin Atherstone, Longman, Green, Longman and Roberts, London 1861.
- The last days of Herculaneum and Abradates and Panthea. Poems by Edwin Atherstone, Baldwin, Cradock and Joy, London 1821.
- up Dramatic works of Edwin Atherstone. Edited by his daughter, Mary Elizabeth Atherstone, E. Stock, London 1888.
- The sea-kings in England: an historical romance of the time of Alfred by the Author of the "Fall of Niniveh", In Three Volumes, Robert Cadell, Edinburgh 1830.
- The handwriting on the wall, a story by Edwin Atherstone, In Three Volumes, Richard Bentley, London 1858.